# Зотино (Тюкалинский район)
Зо́тино — деревня в Тюкалинском районе Омской области. Входит в состав Атрачинского сельского поселения.

## История
Основана в 1859 году. В 1928 году деревня Зотина состояла из 70 хозяйств, основное население — русские. Находилась в составе Чащинского сельсовета Тюкалинского района Омского округа Сибирского края.

## Население
| 1926 | 2010 |
| ---- | ---- |
| 479  | ↘78  |

## Улицы
В деревне имеется одна улица: Центральная.